# Roberto Taylor dos Santos
Roberto Tailor dos Santos Moraes, mais conhecido como Betão (Pelotas, 4 de fevereiro de 1963) é um ex-futebolista brasileiro que atuava como lateral-direito.
Seu nome fora concedido em homenagem ao ator norte-americano Robert Taylor.

## Carreira

### Clubes
Iniciou a carreira esportiva como jogador de futebol de salão, chegando a ingressar na Seleção Gaúcha da modalidade.
No futebol, seus primeiros passos foram no Esporte Clube Pelotas, onde passou pelas categorias de base e em 1979 chegou ao profissional. Como titular do clube, foi considerado a maior revelação do interior no Campeonato Gaúcho de 1980.
Em outubro daquele ano, foi contratado pelo Inter por 3 milhões de cruzeiros, mas só estrearia no Colorado no ano seguinte.
Após breve passagem pelo Internacional, onde foi campeão gaúcho de 1981, transferiu-se para o Sport em 1982, numa transação que o Inter recebeu o centroavante Roberto Coração de Leão e cedeu Betão, Jones, mais 70 milhões de cruzeiros. No mesmo ano, sagrou-se campeão pernambucano, título que obteria novamente em 1988. Sua conquista máxima na carreira, porém, seria obtida em 1987 pela equipe pernambucana: o Campeonato Brasileiro. Ao todo, foram 117 jogos pelo Sport.
Entre 1983 e 1984, atuou pelo Santos, onde participou de 53 jogos, anotando 1 gol.
Em 1995, voltou ao Pelotas.

### Seleção Brasileira
Em 1981, foi vice-campeão sul-americano sub-20 pela Seleção Brasileira.
Pela Seleção Brasileira de Novos, disputou o Torneio Internacional de Toulon em 1983.
Em 1983, foi convocado pela Seleção Brasileira principal para uma excursão do time nacional pela Europa, onde atuou em duas partidas: na goleada por 4 a 0 sobre Portugal (8 de junho) e no empate em 1 a 1 com País de Gales (12 de junho).

### Fora dos campos
Em 2018, trabalhou como auxiliar técnico no time feminino do Juventus.
Entre 2021 e 2022, trabalhou como auxiliar técnico no time masculino sub-20 do Juventus.

## Títulos
Internacional
- Campeonato Gaúcho: 1981

Sport
- Campeonato Brasileiro: 1987
- Campeonato Pernambucano: 1982 e 1988